# 旧茂木家住宅
旧茂木家住宅（きゅうもてきけじゅうたく）は、群馬県富岡市にある古民家。大永7年（1527年）築と伝える史料が存在し、国内では一、二を争う古さの板葺民家建築として、国の重要文化財に指定されている。当初は富岡市神農原に所在したが、現在は富岡市の所有となり同市宮崎の宮崎公園内に移築、公開されている。

## 概要

### 建築年代について
大永7年（1527年）築と伝える史料が存在する。
1. 文化12年（1815年）の茂木庄右衛門による文書「用書写」は、納戸大根太に「大永七丁亥年建」という墨書があったと記録する。
2. 文政11年（1828年）の改修の際の背面桁下端墨書「…此大家昔大永七丁亥年十二月建…」
3. 移築保存のための解体により、「へや」大曳に「大□年　宝永五年迄百八拾年　茂木政右衛門相改」との墨書があることが確認された。（□部分は赤外線写真によっても判読できなかったが、宝永5年（1708年）から180年遡れば大永7年となる）

以上の史料は後世のもので大永7年建立の決定的証拠とはならないが、棟まで達する太い柱、通し貫を用いない、断面の小さな横架材などの技法の特徴から、大永7年の建築とみる説が有力となっている。

### 沿革
移築保存直前の規模は桁行6間、梁間4間だったが、当初は桁行10間半、梁間6間はあったものと考えられる。
材の墨書等から、宝永5年、明和5年、文政11年、明治41年、大正3年頃、昭和43年頃に改修を行っていることが判明している。
1970年（昭和45年6月17日）、国の重要文化財に指定。昭和50 - 51年度事業として宮崎公園内に移築、保存修理を実施。

## 茂木家について
茂木家は、大山城（富岡市神農原字向山）城主（初代：野宮淡路守信勝）の後裔と伝わる。茂木氏の実質的な祖にあたる茂木政右衛門義信（野宮与十郎義信）（寛永5年没）は小幡信実の甥の小幡信詮の子で、母方の伯父にあたる茂木盛稠の養子となったとされる。
江戸時代には名主をつとめ、神原村ではずばぬけた土地所有者であった。

## 構造

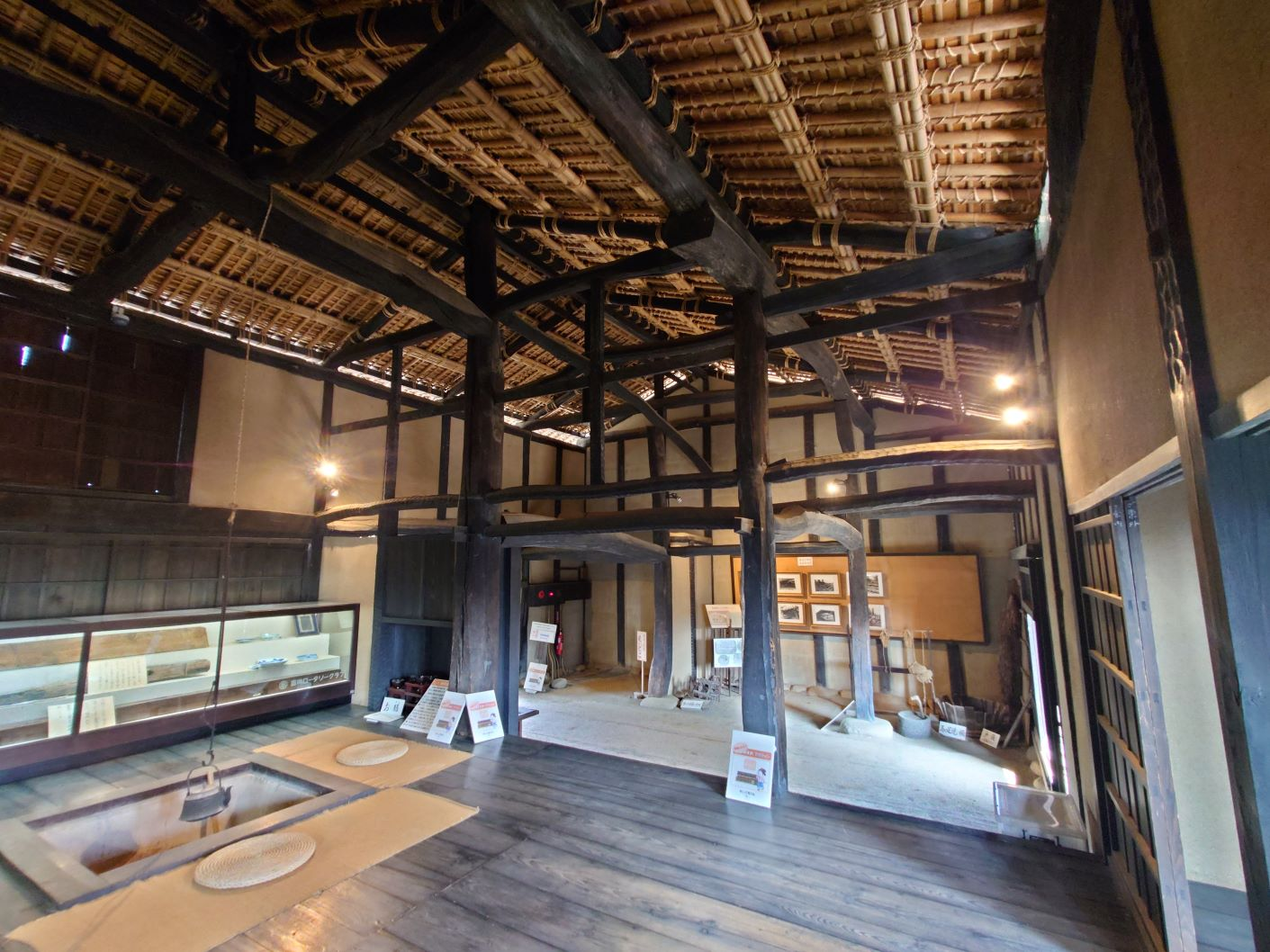
内部

上述のように当初は大規模な建築であったものの、度重なる改修でその規模を縮小してきた。昭和51年の移築修理では、明治41年に縮小された土間を拡張して復原しているものの、建築当初の規模・間取りに復原されている訳ではない。

### 形式・規模[4]
- 形式　切妻造、板葺、南面及び西面庇付、杉皮葺
- 桁行　16.2メートル
- 梁間　8.7メートル
- 軒高　3.820メートル
- 棟高　5.950メートル
- 面積　114.79平方メートル

## 周辺
- 一之宮貫前神社
- 神農原駅
- 丹生湖